# Troides haliphron
Troides haliphron är en fjärilsart som först beskrevs av Jean Baptiste Boisduval 1836.  Troides haliphron ingår i släktet Troides och familjen riddarfjärilar. Inga underarter finns listade i Catalogue of Life.

## Bildgalleri

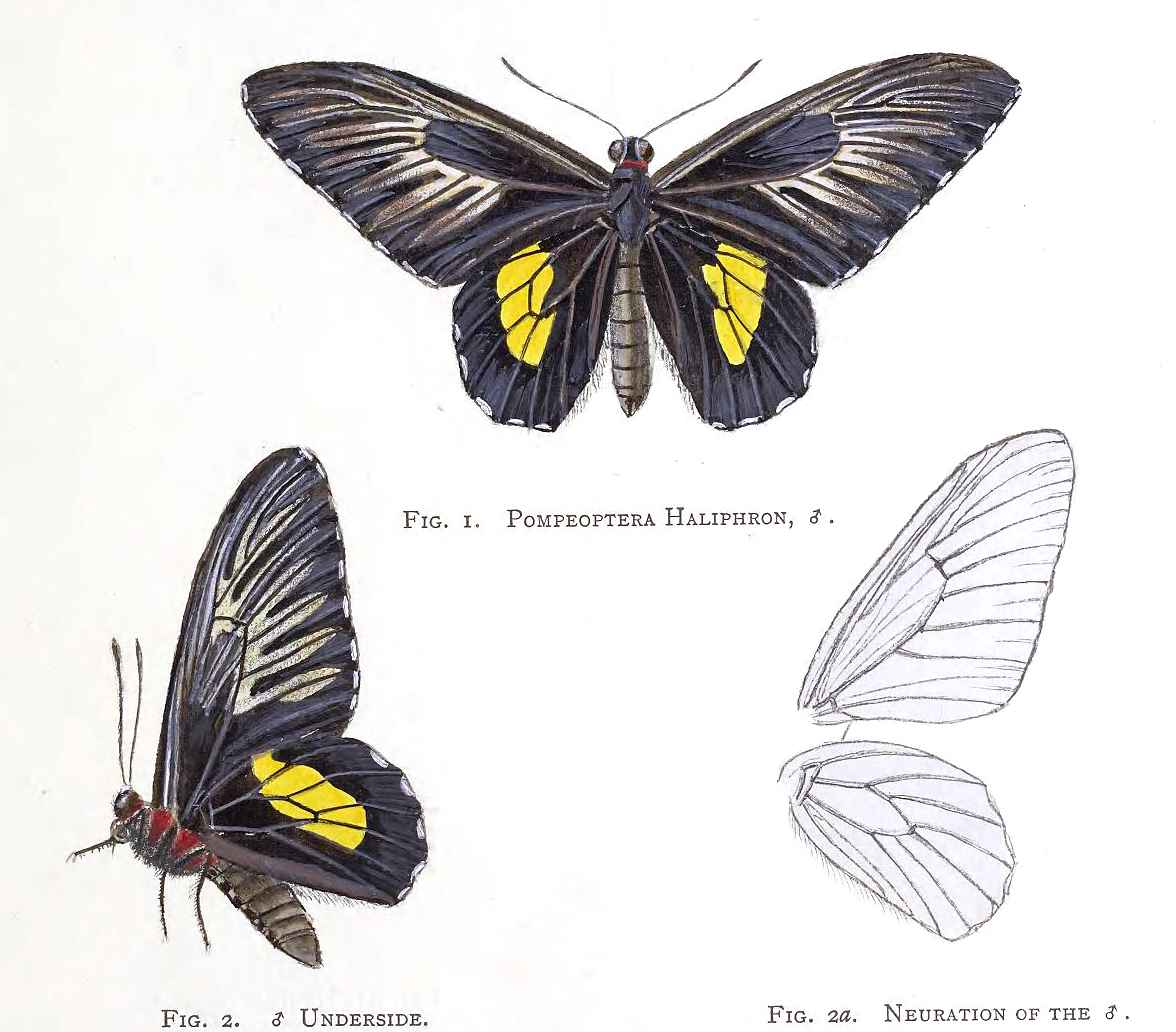
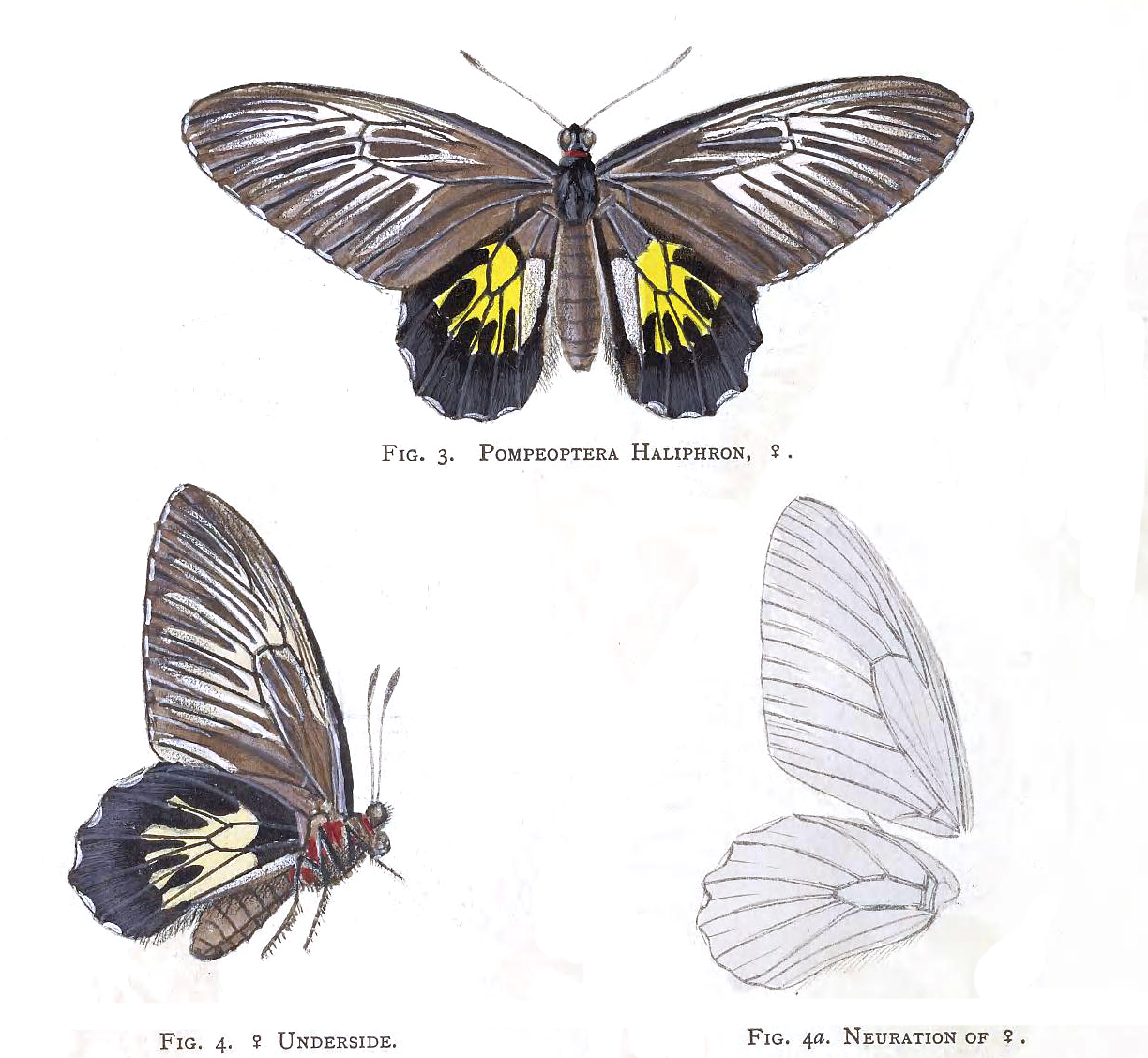